# 神奈川県教育委員会
神奈川県教育委員会（かながわけんきょういくいいんかい）は、神奈川県の教育委員会である。

## 概要
神奈川県内の教育に関する事務を所掌する行政委員会であり、6人の委員で構成される。2022年現在の教育長は花田忠雄。
近年は、学力向上、高校改革などの教育改革に取り組んでいる。著名人としては、2003年から具志堅幸司（2007年に再任、2011年に再々任）が委員を務めていた。また、2005年から宮崎緑（2009年に再任、第二委員長職務代理者）が、2006年からは渡邉美樹も委員を務めていた。
教員採用試験については、横浜市と川崎市はそれぞれの教育委員会が独自に実施している（相模原市は県教育委員会と共同実施）。このため、神奈川県の小中学校教員採用試験に合格した者は、原則として横浜市と川崎市以外の神奈川県内の学校に配属されることとなる。

## 組織
2019年現在
- 総務室
- 行政部
  - 行政課
  - 財務課
  - 教育施設課
  - 教職員企画課
  - 教職員人事課
  - 厚生課
- 指導部
  - 高校教育課
  - 保健体育課
- 支援部
  - 子ども教育支援課
  - 学校支援課
  - 特別支援教育課
- 生涯学習部
  - 生涯学習課
  - 文化遺産課

## 所在地
- 〒231-8588　神奈川県横浜市中区日本大通１（神奈川県庁東庁舎）

## 出先機関
- 湘南三浦教育事務所
- 県央教育事務所
- 中教育事務所
- 県西教育事務所
- 横浜給与事務所
- 川崎給与事務所
- 学校事務センター

## 教育機関
- 県立図書館
- 川崎図書館
- 金沢文庫
- 近代美術館
- スポーツセンター
- 総合教育センター
- 歴史博物館
- 生命の星・地球博物館
- 高等学校（142校、分校1校）
- 中等教育学校（2校）
- 特別支援学校（27校、分教室20教室）
- 埋蔵文化財センター

## 市町村教育委員会
- 横浜市教育委員会
- 川崎市教育委員会
- 相模原市教育委員会

## 参考・外部リンク
- 神奈川県教育委員会